# Yucheng, Shandong
Yucheng (în chineză 禹城 ) este un oraș la nivel de comitat situat în nord-vestul provinciei Shandong, China. Este administrat de orașul prefectoral Dezhou⁠(d).
Populația sa era de 495,387 de locuitori în 1999.

## Istorie
Numele „Yucheng” înseamnă „orașul Marelui Yu”, despre care se crede că este primul rege al dinastiei Xia și un erou antic specializat în lupta împotriva inundațiilor. Comitatul Yucheng a fost înființat în timpul dinastiei Tang în anul 692 d.Hr.

## Diviziuni administrative
Din 2012, acest oraș este împărțit într-un subdistrict, 7 orașe și 3 municipii.
Subdistricte
- Subdistrictul Shizhong (市中街道)

Orașe
| - Lun⁠(d) (伦镇) - Fangsi⁠(d) (房寺镇) - Zhangzhuang⁠(d) (张庄镇) - Xindian⁠(d) (辛店镇) | - Anren⁠(d) (安仁镇) - Xinzhai⁠(d) (辛寨镇) - Liangjia⁠(d) (梁家镇) |

Municipii
- Municipiul Litun (李屯乡)
- Municipiul Shiliwang (十里望乡)
- Municipiul Juzhen (莒镇乡)

## Clima
| Date climatice pentru Yucheng (1991–2020 normals) | Date climatice pentru Yucheng (1991–2020 normals) | Date climatice pentru Yucheng (1991–2020 normals) | Date climatice pentru Yucheng (1991–2020 normals) | Date climatice pentru Yucheng (1991–2020 normals) | Date climatice pentru Yucheng (1991–2020 normals) | Date climatice pentru Yucheng (1991–2020 normals) | Date climatice pentru Yucheng (1991–2020 normals) | Date climatice pentru Yucheng (1991–2020 normals) | Date climatice pentru Yucheng (1991–2020 normals) | Date climatice pentru Yucheng (1991–2020 normals) | Date climatice pentru Yucheng (1991–2020 normals) | Date climatice pentru Yucheng (1991–2020 normals) | Date climatice pentru Yucheng (1991–2020 normals) |
| Luna                                              | Ian                                               | Feb                                               | Mar                                               | Apr                                               | Mai                                               | Iun                                               | Iul                                               | Aug                                               | Sep                                               | Oct                                               | Nov                                               | Dec                                               | Anual                                             |
| ------------------------------------------------- | ------------------------------------------------- | ------------------------------------------------- | ------------------------------------------------- | ------------------------------------------------- | ------------------------------------------------- | ------------------------------------------------- | ------------------------------------------------- | ------------------------------------------------- | ------------------------------------------------- | ------------------------------------------------- | ------------------------------------------------- | ------------------------------------------------- | ------------------------------------------------- |
| Maxima medie °C (°F)                              | 3.9 (39)                                          | 7.9 (46,2)                                        | 14.4 (57,9)                                       | 21.1 (70)                                         | 26.7 (80,1)                                       | 31.8 (89,2)                                       | 32.2 (90)                                         | 30.6 (87,1)                                       | 27.2 (81)                                         | 21.2 (70,2)                                       | 12.5 (54,5)                                       | 5.5 (41,9)                                        | 19,58 (67,25)                                     |
| Media zilnică °C (°F)                             | −1.4 (29,5)                                       | 2.2 (36)                                          | 8.4 (47,1)                                        | 15.1 (59,2)                                       | 20.9 (69,6)                                       | 25.9 (78,6)                                       | 27.5 (81,5)                                       | 25.9 (78,6)                                       | 21.3 (70,3)                                       | 15.0 (59)                                         | 7.0 (44,6)                                        | 0.4 (32,7)                                        | 14,02 (57,23)                                     |
| Minima medie °C (°F)                              | −5.6 (21,9)                                       | −2.4 (27,7)                                       | 3.4 (38,1)                                        | 9.7 (49,5)                                        | 15.4 (59,7)                                       | 20.6 (69,1)                                       | 23.4 (74,1)                                       | 22.1 (71,8)                                       | 16.6 (61,9)                                       | 10 (50)                                           | 2.6 (36,7)                                        | −3.7 (25,3)                                       | 9,34 (48,82)                                      |
| Precipitații mm (inches)                          | 3.9 (0.154)                                       | 9.9 (0.39)                                        | 9.9 (0.39)                                        | 33.4 (1.315)                                      | 48.7 (1.917)                                      | 91.7 (3.61)                                       | 149.7 (5.894)                                     | 139.8 (5.504)                                     | 45.1 (1.776)                                      | 31.7 (1.248)                                      | 19.5 (0.768)                                      | 4.4 (0.173)                                       | 587,7 (23,138)                                    |
| Umiditate [%]                                     | 60                                                | 56                                                | 52                                                | 58                                                | 62                                                | 61                                                | 76                                                | 80                                                | 74                                                | 67                                                | 66                                                | 63                                                | 64,6                                              |
| Nr. de zile cu precipitații (≥ 0.1 mm)            | 2.0                                               | 3.0                                               | 2.9                                               | 4.9                                               | 6.6                                               | 7.8                                               | 11.3                                              | 9.8                                               | 6.2                                               | 4.9                                               | 4.1                                               | 2.4                                               | 65,9                                              |
| Nr. mediu de zile cu ninsoare                     | 2.7                                               | 2.8                                               | 0.9                                               | 0.2                                               | 0                                                 | 0                                                 | 0                                                 | 0                                                 | 0                                                 | 0                                                 | 0.8                                               | 2.1                                               | 9,5                                               |
| Ore însorite                                      | 165.1                                             | 167.1                                             | 218.8                                             | 237.6                                             | 265.7                                             | 236.1                                             | 197.5                                             | 202.5                                             | 203.2                                             | 194.7                                             | 160.2                                             | 160.2                                             | 2.408,7                                           |
| Sursă: Administrația Meteorologică din China      |                                                   |                                                   |                                                   |                                                   |                                                   |                                                   |                                                   |                                                   |                                                   |                                                   |                                                   |                                                   |                                                   |